# Саудовско-турецкие отношения
Саудо-турецкие отношения — двусторонние дипломатические отношения между Турцией и Саудовской Аравией. 
Саудовская Аравия имеет посольство в Анкаре и генеральное консульство в Стамбуле. 
Турция имеет посольство в Эр-Рияде и генеральное консульство в Джидде. 

Обе страны являются полноправными членами Всемирной торговой организации (ВТО) и Организации исламского сотрудничества (ОИС).
Страны имеют взаимовыгодные экономические отношения, но имеют напряжение в политических вопросах. 
Согласно опросам 2013 года, 53 % жителей Турции негативно оценивают Саудовскую Аравию.
В 2018 году отношения между двумя странами стали ещё напряжённее, в связи с убийством журналиста Джамаля Хашогги.
В начале 2020-х, после нормализации отношений, Турция активно пытается привлечь инвестиции из Саудовской Аравии и ОАЭ.
В 2022 году товарооборот Саудовской Аравии с Турцией достиг 6 миллиардов долларов, что на 33 % больше, чем в 2021 году.